# Логинов, Вячеслав Юрьевич
Вячесла́в Ю́рьевич Ло́гинов (род. 9 января 1979, Поярково, Амурская область) — российский политический деятель. Депутат Государственной думы Российской Федерации VIII созыва от Амурского одномандатного избирательного округа №71.
Председатель Законодательного собрания Амурской области в 2019—2021 годах. Депутат Законодательного собрания Амурской области VII созыва, член фракции «Единая Россия». С 26 сентября 2016 года по 24 января 2019 года занимал должность председателя комитета законодательного Собрания Амурской области по вопросам законодательства, местного самоуправления и регламенту.
Из-за вторжения России на Украину, находится под международными санкциями Евросоюза, США, Великобритании и ряда других стран

## Биография
Родился 9 января 1979 года в селе Поярково Амурской области. Там же в 1986 году пошёл в школу, выпустился в 1996.

### Образование
В 2001 году Вячеслав Логинов с отличием окончил Дальневосточный государственный аграрный университет, получив диплом инженера-технолога по специальности «Технология мяса и мясных продуктов». После третьего курса поступил дополнительно на заочное обучение на другой факультет, благодаря чему в 2002 году также с отличием окончил обучение по специальности «Бухгалтерский учёт и аудит», получив диплом экономиста.
В 2007 году участвовал в федеральной программе подготовки управленческих кадров по направлению «Стратегический менеджмент» на базе Амурского государственного университета.
В 2012 год с отличием окончил Российскую академию государственной службы при президенте РФ (РАНХиГС), получив по окончании диплом менеджера по специальности «Государственное и муниципальное управление».

### Военная служба
В 2000 году завершил обучение на военной кафедре при ДальГАУ, курс военной подготовки по военно-учётной специальности «Боевое применение артиллерийских подразделений и частей полковой и дивизионной артиллерии».
С 2001 по 2003 годы проходил военную службу в рядах ВС России в должности командира взвода звукометрической разведки (воинское звание — старший лейтенант).

### Предпринимательская и преподавательская деятельность
В 2003 году начал работать бухгалтером ООО «Аватар», став впоследствии главным бухгалтером, проработав на этой должности до 2006 года. Затем до 2008 года работал финансовым директором ООО «АльянсТК». С 2012 года по сентябрь 2016 года возглавлял ООО «АРТК-Сервис» в должности директора.
В 2009—2011 годы работал по совместительству старшим преподавателем кафедры экономики финансово-экономического института Дальневосточного государственного аграрного университета. Вернулся к преподаванию в 2013 году и работал на кафедре вплоть до назначения председателем областного парламента.

### Политическая деятельность
В 2008 году Вячеслав Логинов был включён Амурским региональным отделением «Единой России» в список партии на выборах в амурский парламент V созыва, но избран не был.
На выборах в Законодательное собрание Амурской области, прошедших в единый день голосования 18 сентября 2016 года, Вячеслав Логинов был избран в депутаты парламента VII созыва. 23 сентября 2016 получил удостоверение депутата, а 26 сентября на первом заседании был избран председателем комитета по законодательству, местному самоуправлению и регламенту(31 голос «за»).
24 января 2019 года депутаты областного парламента приняли досрочную отставку спикера Константина Дьяконова, и в тот же день большинством голосов (20 из 29) выбрали Вячеслава Логинова председателем парламента.
С подачи Вячеслава Логинова в январе парламентарии Амурской области проголосовали за сокращение числа депутатских мандатов в думе следующего созыва: с 36 до 27 мандатов. Свою инициативу он аргументировал общероссийской тенденцией к снижению числа чиновников и депутатов.

## Санкции
23 февраля 2022 года внесён в санкционные списки стран Евросоюза за действия и политику, которые подрывают территориальную целостность, суверенитет и независимость Украины и еще больше дестабилизируют Украину.
24 февраля 2022 года включён в санкционный список Канады «близких соратников режима» за голосование о признании независимости «так называемых республик в Донецке и Луганске».
24 марта 2022 года, на фоне вторжения России на Украину, включён в санкционный список США за «соучастие в войне Путина» и «поддержку усилий Кремля по вторжению в Украину», Госдеп США заявил что депутаты Госдумы используют свои полномочия для преследования инакомыслящих и политических оппонентов, нарушают свободу информации, ограничивают права человека и основные свободы граждан России.
Позднее, по аналогичным основаниям, включён в санкционные списки Великобритании, Швейцарии, Австралии, Японии, Украины и Новой Зеландии.

## Доходы и собственность
В декларации о доходах Вячеслав Логинов отчитывался, что за 2019 год заработал около 2,7 млн рублей, его супруга за тот же период заработала 405 тыс. рублей. На праве собственности ему принадлежит 9/16 долей земельного участка общей площадью 2243 м², а также 9/16 долей жилого дома площадью 559,6 м² и квартира площадью 84,5 м². Супруга владеет машиной Nissan March.

## Личная жизнь
Женат, воспитывает сына.
Увлекается футболом, хоккеем, боксом.